# Kształtowanie wiązki

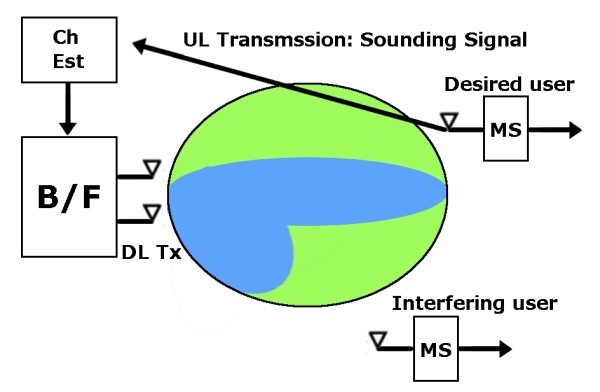
Kształtowanie wiązki

Kształtowanie wiązki – technika przetwarzania sygnału wykorzystywana w macierzach sensorowych (np. szykach antenowych) do kierunkowej transmisji oraz odbioru sygnału. Efekt jest uzyskiwany poprzez ułożenie elementów promieniujących w pewien szyk w taki sposób, że sygnały pod pewnymi kątami wzmacniają się, a pod innymi wytłumiają. Kształtowanie wiązki może być wykorzystywane zarówno po stronie nadawczej, jak i odbiorczej w celu osiągnięcia selektywności przestrzennej. Poprawa w porównaniu z odbiorem/nadawaniem dookolnym jest rozumiana jako zysk (lub strata).
Kształtowanie wiązki może być wykorzystywane dla fal radiowych, jak i dźwiękowych. Znalazło wiele zastosowań w radarach, sonarach, sejsmologii, komunikacji bezprzewodowej, radioastronomii, mowie, akustyce oraz biomedycynie. Kształtowanie adaptacyjne jest wykorzystywane do wykrywania i oceny badanego sygnału na wyjściu macierzy sensorowej za pomocą przestrzennego filtrowania danych adaptacyjnych oraz eliminacji zakłóceń.

## Techniki kształtowania wiązki
Kształtowanie wiązki korzysta z interferencji w celu zmiany kierunkowości macierzy. Podczas nadawania kreator wiązki kontroluje fazę oraz relatywną amplitudę sygnału na każdym elemencie nadawczym tak, aby stworzyć specyficzną charakterystykę promieniowania czoła fali. Podczas odbioru informacje z poszczególnych sensorów są łączone razem, co pozwala na obserwację oczekiwanej charakterystyki promieniowania.
Przykład: sonar. Jeśli wysłany zostanie podwodny impuls dźwiękowy w kierunku statku znajdującego się w pewnej odległości i impuls ten zostanie nadany jednocześnie z każdego projektora w macierzy, statek ten odbierze serię impulsów, zaczynając od projektora, który był najbliżej statku, a kończąc na najbardziej oddalonym. Technika kształtowania wiązki wymaga wysłania impulsu z każdego projektora w nieco innym momencie (projektor będący najbliżej statku nadaje jako ostatni), tak aby każdy impuls dotarł do statku dokładnie w tym samym momencie, dając efekt pojedynczego silnego impulsu od jednego mocnego projektora. Ten sam efekt można uzyskać w powietrzu za pomocą macierzy głośników, lub w radarach/urządzeniach radiowych wykorzystując anteny.
W sonarze pasywnym oraz w odbiorze w sonarze aktywnym, technika kształtowania wiązki wymaga łączenia opóźnionych sygnałów z każdego hydrofonu w różnych momentach (sygnał z hydrofonu będącego najbliżej celu będzie dodawany z najdłuższym opóźnieniem), tak aby każdy sygnał docierał do wyjścia dokładnie w tym samym czasie, dając w efekcie jeden mocny sygnał, tak jakby sygnał ten pochodził od jednego bardzo czułego hydrofonu. Ta sama zasada dotyczy mikrofonów oraz anten radiowych.
W systemach wąskopasmowych opóźnienie czasowe jest równoważne „przesunięciu fazowemu”, dlatego w tym przypadku macierz anten, z których każda jest przesunięta o nieco inną wartość, jest nazywana szykiem fazowanym.
W odbiorniku udział sygnału z każdej anteny może być regulowany, a różne wzorce wagowe (np. Dopha-Czebyszewa) mogą być użyte w celu otrzymania pożądanych charakterystyk czułości. Listek główny otrzymywany jest razem z listkami bocznymi oraz „zerami” charakterystyki promieniowania. Kształtowanie wiązki pozwala nie tylko na kontrolowanie szerokości głównego listka (wiązki głównej) oraz poziomów listków bocznych, ale również położenia zer. Pozwala to wykluczać szumy lub urządzenia zakłócające znajdujące się na konkretnym kierunku, jednocześnie nasłuchując zdarzeń na innych kierunkach. Podobny efekt można uzyskać podczas nadawania.
Techniki kształtowania wiązki mogą być zgrubnie podzielone na dwie kategorie:
- konwencjonalne (stałe lub z przełączaniem wiązki)
- adaptacyjne lub fazowane
  - pożądana metoda maksymalizacji sygnału
  - metoda minimalizacji bądź eliminacji zakłóceń

Konwencjonalne kreatory wiązek wykorzystują stały zestaw wag oraz opóźnień (lub faz) do łączenia sygnałów z sensorów w macierzy, wstępnie wykorzystując jedynie informacje o położeniu sensorów w przestrzeni oraz pożądane kierunki fal. W przeciwieństwie do technik konwencjonalnych, adaptacyjne techniki zasadniczo łączą takie informacje z własnościami sygnałów rzeczywiście odbieranych przez macierz, aby poprawić odrzucanie sygnałów niepożądanych z innych kierunków. Proces ten może być przeprowadzany zarówno w dziedzinie czasu, jak i częstotliwości.
Jak wskazuje nazwa, adaptacyjny kreator wiązki jest w stanie automatycznie dostosować swoją odpowiedź do różnych sytuacji. Muszą być ustanowione pewne kryteria, aby umożliwić funkcjonowanie adaptacji – np. minimalizowanie całkowitego szumu wyjściowego. Ze względu na zróżnicowanie szumu w zależności od częstotliwości, w systemach szerokopasmowych pożądane może być przeprowadzanie tego procesu w dziedzinie częstotliwości.
Kształtowanie wiązki może wymagać dużej mocy obliczeniowej. Szyk fazowany sonaru ma dostatecznie małą przepływność danych, aby przeprowadzać ten proces w czasie rzeczywistym za pomocą specjalnego oprogramowania komputerowego, wystarczająco elastycznego aby nadawać i odbierać na różnych kierunkach jednocześnie. Radarowe szyki fazowane z kolei mają tak dużą przepływność danych, że wymagają zazwyczaj specjalnego rozwiązania sprzętowego, które jest ustawione na nadawanie/odbieranie wyłącznie na jednym kierunku. Jednakże nowoczesne układy FPGA są wystarczająco szybkie, aby obsłużyć dane z radaru w czasie rzeczywistym i mogą być szybko przeprogramowywane, rozmywając rozgraniczenie oprogramowanie/sprzęt (software/hardware).

## Wymagania dla kształtowania wiązki w sonarach
Sonar sam w sobie ma wiele zastosowań, takich jak obserwacje dalekozakresowe czy pomiar odległości, podwodne obrazowanie czy kamery akustyczne.
Implementacja kształtowania wiązki w sonarze jest podobna do techniki zasadniczej, jednak różni się znacząco w szczegółach w porównaniu z implementacją kształtowania wiązki elektromagnetycznej w systemach radiowych. Zastosowania sonarowe korzystają z częstotliwości od 1 Hz do 2 MHz, więc elementy macierzy mogą być nieliczne i dużych rozmiarów, lub być liczone w setkach i mieć bardzo małe rozmiary. Takie właściwości stawiają starania projektowe pomiędzy wymaganiami takich komponentów systemu jak przetwornik czołowy (transduktor, przedwzmacniacz czy digitalizator), a kolejnym sprzętowym właściwym elemencie obliczeniowym kreatora wiązki. Wysokoczęstotliwościowe, wieloelementowe sonary poszukiwawczo-obrazowe oraz kamery akustyczne o skupionej wiązce często stosują przetwarzanie przestrzenne piątego rzędu, co kładzie zasadniczy nacisk równoważny wymaganiom radaru Aegis na procesorach przetwarzających.
Wiele systemów sonarowych, takich jak w torpedach, złożonych jest z macierzy ponad 100-elementowych, które muszą obsłużyć nawet 100-stopniowy kąt widzenia i pracować zarówno w trybie aktywnym, jak i pasywnym.
Macierze sonarowe są używane aktywnie oraz pasywnie w macierzach jedno-, dwu- oraz trójwymiarowych:
- macierze jednowymiarowe (liniowe) są stosowane zazwyczaj w wieloelementowych systemach pasywnych ciągniętych za statkiem oraz w wieloelementowych sonarach bocznych;
- macierze dwuwymiarowe (planarne) są powszechne w aktywnych/pasywnych sonarach montowanych w kadłubie oraz niektórych sonarach bocznych;
- macierze trójwymiarowe (sferyczne oraz cylindryczne) są wykorzystywane w ‘kopułach sonarowych’ w nowoczesnych statkach zwykłych oraz podwodnych.

Sonary różnią się od radarów tym, że w niektórych zastosowaniach takich jak przeszukiwanie wielkoobszarowe nasłuch i/lub nadawanie rozsiewcze muszą być prowadzone na wszystkich kierunkach jednocześnie. Dlatego konieczny jest system wielowiązkowy. W wąskopasmowych odbiornikach sonarowych fazy każdej wiązki mogą być kształtowane całkowicie przez oprogramowanie do przetwarzania sygnału, w przeciwieństwie do systemów radarowych wykorzystujących rozwiązania sprzętowe do nasłuchu na jednym kierunku naraz.
Sonar wykorzystuje również kształtowanie wiązki do zrekompensowania problemu mniejszej prędkości propagacji dźwięku w porównaniu do promieniowania elektromagnetycznego. W sonarach bocznych, prędkość holowania, lub jednostki przewożącej sonar może spowodować, że sonar „ucieknie” z pola, do którego wraca nadany wcześniej impuls „ping”. Jako dodatek do algorytmów ogniskujących przeznaczonych do polepszania odbioru, wiele sonarów bocznych stosuje również sterowanie wiązką w przód oraz w tył, aby „złapać” nadchodzące impulsy, które zostałyby inaczej utracone przez pojedynczą wiązkę boczną.

## Schematy kształtowania wiązki
Konwencjonalny kreator wiązki może mieć postać pojedynczego kreatora nazywanego kreatorem opóźniająco-sumującym. Wszystkie wagi elementów antenowych mogą mieć równe wielkości. Kreator wiązki jest sterowany na odpowiedni kierunek wyłącznie przez wybór właściwych faz dla każdej anteny. Jeśli szum jest nieskorelowany i nie występują zakłócenia kierunkowe, współczynnik sygnał/szum kreatora wiązki, wyposażonego w {\displaystyle L} anten odbierających sygnał o mocy {\displaystyle P,} jest równy {\displaystyle {\frac {1}{\sigma _{n}^{2}}}P\cdot L,} gdzie {\displaystyle \sigma _{n}^{2}} jest zmienną szumu (lub mocą szumu).

### Historia kształtowania wiązki w normach telefonii komórkowej
Techniki kształtowania wiązki wykorzystywane w normach telefonii komórkowej wyewoluowały na przełomie kolejnych generacji, wykorzystując coraz bardziej skomplikowane systemy w celu osiągnięcia komórek o większej gęstości ze zwiększoną przepływnością.
- Tryb pasywny: (niemal) nieustandaryzowane rozwiązania:
  - WCDMA wspierający kształtowanie wiązki w oparciu o kierunek nadejścia sygnału (DoA)
- Tryb aktywny: obowiązkowe rozwiązania ujęte w normach:
  - 2G – Wybór anteny nadawczej jako podstawowe kształtowanie wiązki
  - 3G – WCDMA: kształtowanie za pomocą szyku anteny nadawczej (TxAA)
  - ewolucja 3G – LTE/UMB: kształtowanie wiązki w oparciu o prekodowanie MIMO z częściowym wielodostępem z podziałem przestrzennym (SDMA)
  - Poza 3G (4G, 5G, …) – oczekiwane są bardziej zaawansowane rozwiązania kształtowania wiązki wspierające SDMA, takie jak kształtowanie wiązki w pętli zamkniętej lub wielowymiarowe kształtowanie wiązki.

### Rozwiązania kształtowania wiązki
- radar szumowy (ISAR)
- szyki fazowane anteny, które wykorzystują kształtowanie wiązki do sterowania wiązką
- sonar
- radar z syntetyczną aperturą (SAR)
- funkcja okna

### Problemy pokrewne
- MIMO
- antena adaptacyjna
- SDMA
- wielodostęp szerokopasmowy z podziałem przestrzennym (WSDMA)